# Houx (Eure-et-Loir)
Houx ist eine französische Gemeinde mit 750 Einwohnern (Stand: 1. Januar 2022) im Département Eure-et-Loir in der Region Centre-Val de Loire. Sie gehört zum Arrondissement Chartres und zum Kanton Épernon. Die Einwohner werden Houssois genannt.

## Geographie
Houx liegt etwa 18 Kilometer nordöstlich von Chartres und etwa 20 Kilometer westsüdwestlich von Rambouillet an der Voise. Umgeben wird Houx von den Nachbargemeinden Hanches im Norden und Nordosten, Gas im Osten, Yermenonville im Süden, Mévoisins im Südwesten sowie Maintenon im Westen und Nordwesten.

## Bevölkerungsentwicklung
| Jahr                       | 1962 | 1968 | 1975 | 1982 | 1990 | 1999 | 2006 | 2013 | 2020 |
| Einwohner                  | 213  | 240  | 260  | 303  | 428  | 653  | 791  | 807  | 749  |
| Quellen: Cassini und INSEE |      |      |      |      |      |      |      |      |      |

## Kultur und Sehenswürdigkeiten
- Kirche Saint-Léger aus dem 15. Jahrhundert
- Kapelle Saint-Mamert
- Ruine einer Windmühle
- Wassermühlen